# Championnat arabe de football des moins de 20 ans 2020
Navigation
Édition précédente Édition suivante
Cet article traite de l'édition 2020 du championnat arabe de football des moins de 20 ans.

## Participants
- Algérie
- Djibouti
- Égypte
- Libye
- Mauritanie
- Maroc
- Soudan
- Tunisie
- Bahreïn
- Irak
- Koweït
- Palestine
- Arabie saoudite (Hôtes)
- Émirats arabes unis

Invité
- Madagascar
- Sénégal

Annulé
- Comores
- Qatar

Éliminer
- Jordanie
- Liban
- Oman
- Somalie
- Syrie
- Yémen

## Stade
| Stade du Prince Faisal bin Fahd, Riyadh | en:Prince Turki bin Abdul Aziz Stadium, Riyadh | en:Prince Mohamed bin Fahd Stadium Dammam | en:Prince Saud bin Jalawi Stadium Khobar |
| --------------------------------------- | ---------------------------------------------- | ----------------------------------------- | ---------------------------------------- |
| Stade du Prince Faisal bin Fahd         | en:Prince Turki bin Abdul Aziz Stadium         | en:Prince Mohamed bin Fahd Stadium        | en:Prince Mohamed bin Fahd Stadium       |
| Capacité: 22,250                        | Capacité: 15,000                               | Capacité: 36,000                          | Capacité: 20,100                         |

## Déroulement

### Groupe A
| Équipe     | Pts | J | G | N | P | BP | BC | GA |
| ---------- | --- | - | - | - | - | -- | -- | -- |
| Tunisie    | 7   | 3 | 2 | 1 | 0 | 4  | 2  | +2 |
| Irak       | 5   | 3 | 1 | 2 | 0 | 3  | 2  | +1 |
| Mauritanie | 3   | 3 | 1 | 0 | 2 | 2  | 3  | -1 |
| Koweït     | 2   | 3 | 0 | 2 | 1 | 3  | 1  | -2 |

| 17 Février 2020 | Irak         | 1–2 | Tunisie                    | Prince Saud bin Jalawi Stadium           |                                          |
| 14:45           | *Mohamed 42e |     | *Mimouni 70e - Sghaier 89e | Arbitrage : Murad Al Zawahreh (Jordanie) | Arbitrage : Murad Al Zawahreh (Jordanie) |

| 17 Février 2020 | Mauritanie    | 2–0 | Koweït | Prince Saud bin Jalawi Stadium               |                                              |
| 17:50           | *Warr 26e 64e |     |        | Arbitrage : Mohammed Bunafoor Juma (Bahrain) | Arbitrage : Mohammed Bunafoor Juma (Bahrain) |

| 20 Février 2020 | Koweït | 0–0 | Irak | Prince Saud bin Jalawi Stadium         |                                        |
| 14:45           |        |     |      | Arbitrage : Ahmed El Ghandour (Égypte) | Arbitrage : Ahmed El Ghandour (Égypte) |

| 20 Février 2020 | Mauritanie | 0–1 | Tunisie      | Prince Saud bin Jalawi Stadium            |                                           |
| 17:50           |            |     | *Habassi 86e | Arbitrage : Sabri Mohammed Fadul (Soudan) | Arbitrage : Sabri Mohammed Fadul (Soudan) |

| 23 Février 2020 | Irak                          | 2–0 | Mauritanie | Prince Saud bin Jalawi Stadium                           |                                                          |
| 15:30           | *Bilal 23e (csc) - Fadhil 85e |     |            | Arbitrage : Ahmed Eisa Mohamed Darwish (Arabie Saoudite) | Arbitrage : Ahmed Eisa Mohamed Darwish (Arabie Saoudite) |

| 23 Février 2020 | Tunisie             | 1–1 | Koweït       | Prince Mohamed bin Fahd Stadium |                                 |
| 15:30           | *Mimouni 36e (pen.) |     | *Marzouk 83e | Arbitrage : Adil Zourak (Maroc) | Arbitrage : Adil Zourak (Maroc) |

### Groupe B
| Équipe     | Pts | J | G | N | P | BP | BC | GA  |
| ---------- | --- | - | - | - | - | -- | -- | --- |
| Maroc      | 9   | 3 | 3 | 0 | 0 | 12 | 3  | +11 |
| Bahreïn    | 6   | 3 | 2 | 1 | 0 | 9  | 9  | +0  |
| Madagascar | 3   | 3 | 1 | 0 | 2 | 9  | 10 | -1  |
| Djibouti   | 0   | 3 | 0 | 2 | 1 | 4  | 12 | -8  |

| 17 Février 2020 | Maroc                                                     | 4–2 | Bahreïn                        | Prince Turki bin Abdul Aziz Stadium         |                                             |
| 14:45           | * Essahel 26e - Lahtimi 39e - El Azzouzi 70e - Amrani 89e |     | *Alaoui 56e - Salem 63e (pen.) | Arbitrage : Saad Al-Fadhli Kalefah (Kuwait) | Arbitrage : Saad Al-Fadhli Kalefah (Kuwait) |

| 17 Février 2020 | Madagascar                                    | 4–3 | Djibouti                           | Prince Turki bin Abdul Aziz Stadium     |                                         |
| 18:00           | *Menakely 20e 33e 45e - Randrianantenaina 25e |     | *Mohamed 19e - Kamel 23e - Ali 63e | Arbitrage : Sameh Al-Qassas (Palestine) | Arbitrage : Sameh Al-Qassas (Palestine) |

| 20 Février 2020 | Djibouti | 0–6 | Maroc                                                                            | Prince Turki bin Abdul Aziz Stadium |                                  |
| 14:45           |          |     | *Abaida 7e - Gharib 33e - El Achbili 50e - El Azzouzi 68e - Ezzalzouli 71e 90+1e | Arbitrage : Mehrez Melki (Tunis)    | Arbitrage : Mehrez Melki (Tunis) |

| 20 Février 2020 | Madagascar                                                    | 4–5 | Bahreïn                                             | Prince Turki bin Abdul Aziz Stadium      |                                          |
| 18:00           | *Randrianantenaina 31e 55e - Nomenjanahary 34e - Menakely 60e |     | *Salem 23e 68e - Issa 27e - Harouna 42e - Bader 65e | Arbitrage : Mathioro Diabel (Mauritanie) | Arbitrage : Mathioro Diabel (Mauritanie) |

| 23 Février 2020 | Maroc                             | 2–1 | Madagascar             | Prince Turki bin Abdul Aziz Stadium |                                   |
| 15:30           | *Amrani 51e - Moubarik 86e (pen.) |     | *Randrianantenaina 76e | Arbitrage : Saoud Al-Adba (Qatar)   | Arbitrage : Saoud Al-Adba (Qatar) |

| 23 Février 2020 | Bahreïn                      | 2–1 | Djibouti     | Prince Faisal bin Fahd Stadium             |                                            |
| 15:30           | *Alaoui 33e - Abdul Aziz 40e |     | *Ibrahim 60e | Arbitrage : Mohammed Wathik Al-Baag (Iraq) | Arbitrage : Mohammed Wathik Al-Baag (Iraq) |

### Groupe C
| Équipe          | Pts | J | G | N | P | BP | BC | GA |
| --------------- | --- | - | - | - | - | -- | -- | -- |
| Égypte          | 7   | 3 | 2 | 1 | 0 | 10 | 5  | +5 |
| Algérie         | 6   | 3 | 2 | 0 | 1 | 4  | 5  | +1 |
| Arabie saoudite | 4   | 3 | 1 | 1 | 1 | 4  | 3  | -1 |
| Palestine       | 0   | 3 | 0 | 0 | 3 | 2  | 9  | -2 |

| 18 Février 2020 | Arabie saoudite                   | 4–0 | Palestine | Prince Mohamed bin Fahd Stadium           |                                           |
| 14:45           | *Maran 24e 64e 90+4e - Al-Ali 56e |     |           | Arbitrage : Abdulwahid Huraywidah (Libye) | Arbitrage : Abdulwahid Huraywidah (Libye) |

| 18 Février 2020 | Algérie       | 1–4 | Égypte                                        | Prince Mohamed bin Fahd Stadium                               |                                                               |
| 17:50           | *Boukerma 72e |     | *Faisal 7e 46e - Abdelmohsen 83e - Adel 90+2e | Arbitrage : Ahmed Issa Mohamed Darwish (United Arab Emirates) | Arbitrage : Ahmed Issa Mohamed Darwish (United Arab Emirates) |

| 21 Février 2020 | Égypte                      | 2–2 | Arabie saoudite               | Prince Mohamed bin Fahd Stadium |                                 |
| 14:45           | *Abdelmagid 8e - Faisal 44e |     | *Maran 54e (pen.) - Yahya 90e | Arbitrage : Adil Zourak (Maroc) | Arbitrage : Adil Zourak (Maroc) |

| 21 Février 2020 | Algérie      | 1–0 | Palestine | Prince Mohamed bin Fahd Stadium                |                                                |
| 17:50           | *Zerrouki 5e |     |           | Arbitrage : Saddam Houssein Mansour (Djibouti) | Arbitrage : Saddam Houssein Mansour (Djibouti) |

| 24 Février 2020 | Arabie saoudite | 1–2 | Algérie                       | Prince Mohamed bin Fahd Stadium          |                                          |
| 15:30           | *Salem 74e      |     | *Zerrouki 67e - Bekkouche 79e | Arbitrage : Murad Al Zawahreh (Jordanie) | Arbitrage : Murad Al Zawahreh (Jordanie) |

| 24 Février 2020 | Palestine                  | 2–4 | Égypte                                           | Prince Saud bin Jalawi Stadium      |                                     |
| 15:30           | *Bani Odeh 6e - Nazzal 59e |     | *Mohamed 2e - Adel 13e - Faisal 29e - Ashraf 50e | Arbitrage : Mohamad Darwich (Liban) | Arbitrage : Mohamad Darwich (Liban) |

### Groupe D
| Équipe              | Pts | J | G | N | P | BP | BC | GA |
| ------------------- | --- | - | - | - | - | -- | -- | -- |
| Sénégal             | 7   | 3 | 3 | 1 | 0 | 6  | 1  | +5 |
| Libye               | 6   | 3 | 2 | 0 | 1 | 4  | 4  | 0  |
| Émirats arabes unis | 4   | 3 | 1 | 1 | 1 | 3  | 2  | +1 |
| Soudan              | 0   | 3 | 0 | 0 | 3 | 1  | 7  | -6 |

| 18 Février 2020 | Soudan | 0–2 | Libye                 | Prince Faisal bin Fahd Stadium             |                                            |
| 14:45           |        |     | Qulaib 54e Algnay 71e | Arbitrage : Mohammed Wathik Al-Baag (Iraq) | Arbitrage : Mohammed Wathik Al-Baag (Iraq) |

| 18 Février 2020 | Émirats arabes unis | 0–0 | Sénégal | Prince Faisal bin Fahd Stadium                 |                                                |
| 18:00           |                     |     |         | Arbitrage : Faisal Al-Balawi (Arabie Saoudite) | Arbitrage : Faisal Al-Balawi (Arabie Saoudite) |

| 21 Février 2020 | Sénégal                                     | 3–1 | Soudan     | Prince Faisal bin Fahd Stadium    |                                   |
| 14:45           | Samba Diallo 27e Ba 41e Pape Matar Sarr 42e |     | Yousef 51e | Arbitrage : Saoud Al-Adba (Qatar) | Arbitrage : Saoud Al-Adba (Qatar) |

| 21 Février 2020 | Émirats arabes unis | 1–2 | Libye                 | Prince Faisal bin Fahd Stadium        |                                       |
| 18:00           | Al-Hammadi 64e      |     | Ibrek 13e Sourait 79e | Arbitrage : Lotfi Bekouassa (Algérie) | Arbitrage : Lotfi Bekouassa (Algérie) |

| 24 Février 2020 | Soudan | 0–2 | Émirats arabes unis      | Prince Turki bin Abdul Aziz Stadium         |                                             |
| 15:30           |        |     | Ahmad 33e Abdullah 90+3e | Arbitrage : Saad Al-Fadhli Kalefah (Kuwait) | Arbitrage : Saad Al-Fadhli Kalefah (Kuwait) |

| 24 Février 2020 | Libye | 0–3 | Sénégal                              | Prince Faisal bin Fahd Stadium                 |                                                |
| 15:30           |       |     | Ndiaye 75e Pape Matar Sarr 88e 90+1e | Arbitrage : Faisal Al-Balawi (Arabie saoudite) | Arbitrage : Faisal Al-Balawi (Arabie saoudite) |

## Tableau final
|  | Quarts de finale        | Quarts de finale       | Quarts de finale       | Quarts de finale       |         |         | Demi-finales                              | Demi-finales                              | Demi-finales                              | Demi-finales                              |  |  | Finale                                          | Finale                                          | Finale                                          | Finale                                          |
|  |                         |                        |                        |                        |         |         |                                           |                                           |                                           |                                           |  |  |                                                 |                                                 |                                                 |                                                 |
|  | 27 février 2020 Dammam  | 27 février 2020 Dammam | 27 février 2020 Dammam | 27 février 2020 Dammam |         |         | 1er mars 2020 Stade international d'Amman | 1er mars 2020 Stade international d'Amman | 1er mars 2020 Stade international d'Amman | 1er mars 2020 Stade international d'Amman |  |  | 5 mars 2020, Stade international d'Amman, Amman | 5 mars 2020, Stade international d'Amman, Amman | 5 mars 2020, Stade international d'Amman, Amman | 5 mars 2020, Stade international d'Amman, Amman |
|  | 27 février 2020 Dammam  | 27 février 2020 Dammam | 27 février 2020 Dammam | 27 février 2020 Dammam |         |         | 1er mars 2020 Stade international d'Amman | 1er mars 2020 Stade international d'Amman | 1er mars 2020 Stade international d'Amman | 1er mars 2020 Stade international d'Amman |  |  | 5 mars 2020, Stade international d'Amman, Amman | 5 mars 2020, Stade international d'Amman, Amman | 5 mars 2020, Stade international d'Amman, Amman | 5 mars 2020, Stade international d'Amman, Amman |
|  | Tunisie                 | Tunisie                | 2                      | 2                      |         |         | 1er mars 2020 Stade international d'Amman | 1er mars 2020 Stade international d'Amman | 1er mars 2020 Stade international d'Amman | 1er mars 2020 Stade international d'Amman |  |  | 5 mars 2020, Stade international d'Amman, Amman | 5 mars 2020, Stade international d'Amman, Amman | 5 mars 2020, Stade international d'Amman, Amman | 5 mars 2020, Stade international d'Amman, Amman |
|  | Tunisie                 | Tunisie                | 2                      | 2                      |         |         | 1er mars 2020 Stade international d'Amman | 1er mars 2020 Stade international d'Amman | 1er mars 2020 Stade international d'Amman | 1er mars 2020 Stade international d'Amman |  |  | 5 mars 2020, Stade international d'Amman, Amman | 5 mars 2020, Stade international d'Amman, Amman | 5 mars 2020, Stade international d'Amman, Amman | 5 mars 2020, Stade international d'Amman, Amman |
|  | Algérie                 | Algérie                | 0                      | 0                      |         |         | 1er mars 2020 Stade international d'Amman | 1er mars 2020 Stade international d'Amman | 1er mars 2020 Stade international d'Amman | 1er mars 2020 Stade international d'Amman |  |  | 5 mars 2020, Stade international d'Amman, Amman | 5 mars 2020, Stade international d'Amman, Amman | 5 mars 2020, Stade international d'Amman, Amman | 5 mars 2020, Stade international d'Amman, Amman |
|  | Algérie                 | Algérie                | 0                      | 0                      | Tunisie | Tunisie | 4                                         | 4                                         |                                           |                                           |  |  | 5 mars 2020, Stade international d'Amman, Amman | 5 mars 2020, Stade international d'Amman, Amman | 5 mars 2020, Stade international d'Amman, Amman | 5 mars 2020, Stade international d'Amman, Amman |
|  | 27 février 2020 Riyadh  |                        |                        |                        | Tunisie | Tunisie | 4                                         | 4                                         |                                           |                                           |  |  | 5 mars 2020, Stade international d'Amman, Amman | 5 mars 2020, Stade international d'Amman, Amman | 5 mars 2020, Stade international d'Amman, Amman | 5 mars 2020, Stade international d'Amman, Amman |
|  |                         |                        | Maroc                  | Maroc                  | 0       | 0       |                                           |                                           |                                           |                                           |  |  | 5 mars 2020, Stade international d'Amman, Amman | 5 mars 2020, Stade international d'Amman, Amman | 5 mars 2020, Stade international d'Amman, Amman | 5 mars 2020, Stade international d'Amman, Amman |
|  | Maroc                   | Maroc                  | Maroc                  | Maroc                  | 0       | 0       | 0 (9)                                     | 0 (9)                                     |                                           |                                           |  |  | 5 mars 2020, Stade international d'Amman, Amman | 5 mars 2020, Stade international d'Amman, Amman | 5 mars 2020, Stade international d'Amman, Amman | 5 mars 2020, Stade international d'Amman, Amman |
|  | Maroc                   | Maroc                  | 1er mars 2020          |                        |         |         | 0 (9)                                     | 0 (9)                                     |                                           |                                           |  |  | 5 mars 2020, Stade international d'Amman, Amman | 5 mars 2020, Stade international d'Amman, Amman | 5 mars 2020, Stade international d'Amman, Amman | 5 mars 2020, Stade international d'Amman, Amman |
|  | Libye                   | Libye                  | 0 (8)                  | 0 (8)                  |         |         |                                           |                                           |                                           |                                           |  |  | 5 mars 2020, Stade international d'Amman, Amman | 5 mars 2020, Stade international d'Amman, Amman | 5 mars 2020, Stade international d'Amman, Amman | 5 mars 2020, Stade international d'Amman, Amman |
|  | Libye                   | Libye                  | 0 (8)                  | 0 (8)                  | Tunisie | Tunisie | 0                                         | 0                                         |                                           |                                           |  |  |                                                 |                                                 |                                                 |                                                 |
|  | 27 février 2020, Dammam |                        |                        |                        | Tunisie | Tunisie | 0                                         | 0                                         |                                           |                                           |  |  |                                                 |                                                 |                                                 |                                                 |
|  |                         |                        | Sénégal                | Sénégal                | 1       | 1       |                                           |                                           |                                           |                                           |  |  |                                                 |                                                 |                                                 |                                                 |
|  | Égypte                  | Égypte                 | Sénégal                | Sénégal                | 1       | 1       | 1                                         | 1                                         |                                           |                                           |  |  |                                                 |                                                 |                                                 |                                                 |
|  | Égypte                  | Égypte                 |                        |                        |         |         |                                           |                                           |                                           |                                           |  |  |                                                 |                                                 |                                                 |                                                 |
|  | Irak                    | Irak                   | 0                      | 0                      |         |         |                                           |                                           |                                           |                                           |  |  |                                                 |                                                 |                                                 |                                                 |
|  | Irak                    | Irak                   | 0                      | 0                      | Égypte  | Égypte  | 1 (5)                                     | 1 (5)                                     |                                           |                                           |  |  |                                                 |                                                 |                                                 |                                                 |
|  | 27 février 2020 Riyadh  |                        |                        |                        | Égypte  | Égypte  | 1 (5)                                     | 1 (5)                                     |                                           |                                           |  |  |                                                 |                                                 |                                                 |                                                 |
|  |                         |                        | Sénégal                | Sénégal                | 1 (6)   | 1 (6)   |                                           |                                           |                                           |                                           |  |  |                                                 |                                                 |                                                 |                                                 |
|  | Sénégal                 | Sénégal                | Sénégal                | Sénégal                | 1 (6)   | 1 (6)   | 5                                         | 5                                         |                                           |                                           |  |  |                                                 |                                                 |                                                 |                                                 |
|  | Sénégal                 | Sénégal                |                        |                        |         |         |                                           | 5                                         |                                           |                                           |  |  |                                                 |                                                 |                                                 |                                                 |
|  | Bahreïn                 | Bahreïn                | 0                      | 0                      |         |         |                                           |                                           |                                           |                                           |  |  |                                                 |                                                 |                                                 |                                                 |
|  | Bahreïn                 | Bahreïn                | 0                      | 0                      |         |         |                                           |                                           |                                           |                                           |  |  |                                                 |                                                 |                                                 |                                                 |
|  |                         |                        |                        |                        |         |         |                                           |                                           |                                           |                                           |  |  |                                                 |                                                 |                                                 |                                                 |

### Quart De finales
| 27 Février 2020 | Tunisie                 | 2–0 | Algérie | Prince Saud bin Jalawi Stadium         |                                        |
| 14:45           | Laabidi 13e Sghaier 59e |     |         | Arbitrage : Ahmed El Ghandour (Égypte) | Arbitrage : Ahmed El Ghandour (Égypte) |

| 27 Février 2020 | Maroc | 0–0             | Libye                                                                                             | Prince Turki bin Abdul Aziz Stadium        |                                            |
| 14:45           | |                 |                                                                                                   | Arbitrage : Mohammed Wathik Al-Baag (Iraq) | Arbitrage : Mohammed Wathik Al-Baag (Iraq) |
| 14:45           | *Adriouech - Lahtimi - Moubarik - Raoui - Abaida - Chahir - Gharib - Amrani - Ramzi - El Azzouzi - Laghzal | Tirs au but 9–8 | * ? - Jadour - Qulaib - Ibrek - Chabli - Ettihari - Takrak - Chaloui - Sourait - Ibrahim - Mimoun | Arbitrage : Mohammed Wathik Al-Baag (Iraq) | Arbitrage : Mohammed Wathik Al-Baag (Iraq) |

| 27 Février 2020 | Égypte          | 1–0 | Irak | Prince Saud bin Jalawi Stadium            |                                           |
| 18:30           | Abdelmohsen 77e |     |      | Arbitrage : Abdulwahid Huraywidah (Libye) | Arbitrage : Abdulwahid Huraywidah (Libye) |

| 27 Février 2020 | Sénégal                          | 5–0 | Bahreïn | Prince Turki bin Abdul Aziz Stadium |                                    |
| 18:30           | Diallo 7e 17e 74e Ndiaye 22e 81e |     |         | Arbitrage : Mehrez Melki (Tunisie)  | Arbitrage : Mehrez Melki (Tunisie) |

### Demi-finale
| 1 Mars 2020 | Tunisie                                      | 4–0 | Maroc | Prince Mohamed bin Fahd Stadium                              |                                                              |
| 14:45       | Zied Berrima 21e 60e Laabidi 23e Mimouni 55e |     |       | Arbitrage : Ahmed Eisa Mohamed Darwish (Émirats arabes unis) | Arbitrage : Ahmed Eisa Mohamed Darwish (Émirats arabes unis) |

| 1 Mars 2020 | Égypte          | 1–1 | Sénégal             | Prince Mohamed bin Fahd Stadium       |                                       |
| 18:30       | Adel 56e (pen.) |     | Pape Matar Sarr 59e | Arbitrage : Lotfi Bekouassa (Algérie) | Arbitrage : Lotfi Bekouassa (Algérie) |

### Final
| 4 Mars 2020 | Tunisie | 0–1 | Sénégal    | Prince Mohamed bin Fahd Stadium                |                                                |
| 19:30       |         |     | Diallo 45e | Arbitrage : Faisal Al-Balawi (Arabie Saoudite) | Arbitrage : Faisal Al-Balawi (Arabie Saoudite) |